# Harriet Robinson Scott
Harriet Scott, née Harriet Robinson, née vers 1820 en Virginie, et morte le 17 juin 1876 dans le Missouri, est une femme américaine, figure marquante de la lutte contre l'esclavagisme.
Épouse de Dred Scott, elle est associée à son retentissant procès qui se conclut en mars 1857 par un arrêt de la Cour suprême légitimant alors l'esclavage.

## Historiographie
Le parcours et la figure de Dred Scott sont étudiés par les historiens depuis l'arrêt de 1857 et le décès du plaignant l'année suivante. En revanche, sa femme est relativement ignorée par les travaux universitaires jusque dans les années 1990.

## Biographie

### Famille et jeunesse
Suivant les sources, Harriet Robinson naît entre 1815 et 1820 en Virginie. Sa naissance est commémorée le 9 mai 1820.

### Mariage et changement de propriété

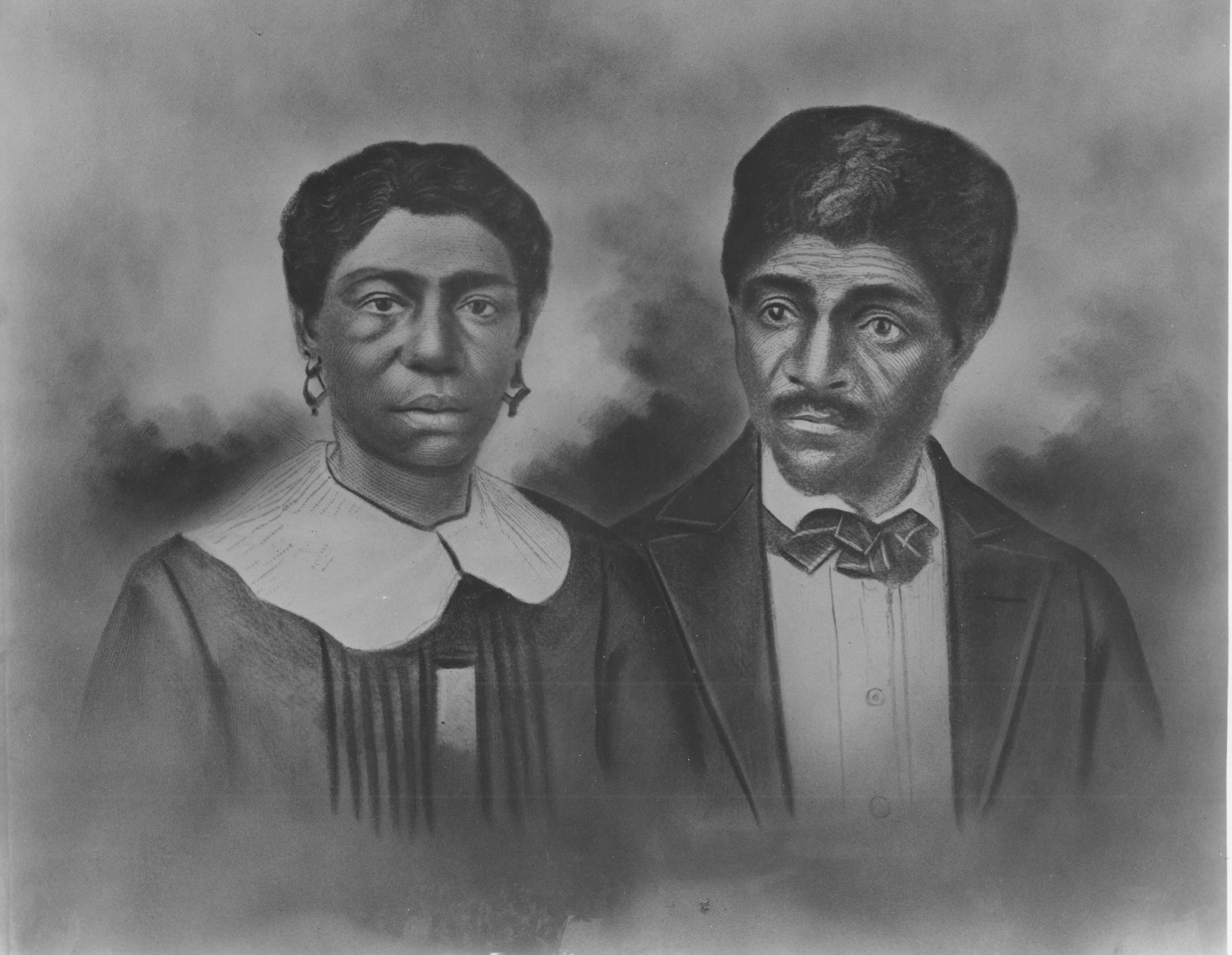
Les époux Scott, Harriet et Dred en juin 1857.

En 1836 ou 1837, Harriet, encore adolescente, suit son maître au Fort Snelling, où elle épouse Dred Scott. Alors esclave du major Lawrence Taliaferro (en), elle bénéficie d'un mariage civil en bonne et due forme car son maître est juge de paix. L'esclavage est illégale au Wisconsin, où le mariage a lieu, mais le droit civil a du mal à s'imposer au droit militaire qui régit le fort. Le mariage transfère la « propriété » d'Harriet au maître de Dred, le chirurgien John Emerson,,.
Peu après le mariage, John Emerson quitte le fort pour Saint-Louis, puis pour la Louisiane où il se marie avec Irene Stanford. Les Scott le rejoignent en Louisiane en avril 1838, puis retournent à Fort Snelling en octobre ; durant ce voyage de retour, Harriet accouche de sa fille Eliza sur le bateau à vapeur, dans un territoire abolitionniste. En mai 1840, Emerson et sa femme sont envoyés en Floride, et laissent la famille Scott au beau-père d'Emerson, Alexander Sanford, dans le Missouri, qui les « loue » à plusieurs autres personnes.

### Premières demandes d'émancipation
Le 29 décembre 1843, Emerson meurt ; la propriété de ses esclaves est donc transférée à sa femme et son beau-père. Les 6 avril 1846, Harriet et Dred déposent chacun une demande d'émancipation, arguant de leur résidence antérieure dans les États de l'Illinois et du Wisconsin ; cette demande est faite à titre strictement personnel, sans arrière-pensée politique ni abolitionniste.
Toutefois, le contexte est à un durcissement des procédures. Alors que la jurisprudence américaine prône le « once free, always free » (« une fois libre, toujours libre »), une seule demande en ce sens est acceptée sur vingt-cinq demandes de 1844 à 1846. L'avocat d'Harriet et Dred, Francis Murdoch (en), quitte cependant le Missouri pour la Californie. La famille Blow, les anciens propriétaires de Dred Scott, aide financièrement le couple à financer son procès, mais leur déménagement en juin 1847 laisse les Scott sans soutien ; c'est l'avocat new-yorkais Samuel Bay (en) qui assure alors la défense des époux.

### Affaire judiciaire
À cause d'un vice de forme dans le « transfert » de la propriété des époux Scott, le jury rend contre toute attente un verdict défavorable qui laisse le couple en esclavage. En décembre 1847, un nouveau procès est accordé, mais l'affaire ne peut être entendue avant le 12 janvier 1850. En parallèle, Irene Emerson se marie et déménage, transférant la propriété des Scott à Charles Edmund LaBeaume. Le second procès donne raison aux Scott, reconnus alors libres.
Le jugement rendu est alors porté en appel devant la Cour suprême à partir de 1850.

### Liberté et fin de vie
Le maître des époux Scott, Taylor Blow, les libère le 26 mai 1857, toutefois Dred Scott n'en profite guère car il meurt de la tuberculose mois d'une années plus tard. Harriet s'installe à Saint-Louis et devient lavandière. Elle meurt le 17 juin 1876, et est enterrée au cimetière de Greenwood,.